# 附生杜鹃
附生杜鹃（学名：Rhododendron dendricola）为杜鹃花科杜鹃花属下的一个种。

## 扩展阅读
維基物種上的相關：附生杜鹃